# Томшанка
Томшанка (рум. Tomșanca) — село у повіті Арджеш в Румунії. Входить до складу комуни Бузоєшть.
Село розташоване на відстані 93 км на захід від Бухареста, 27 км на південь від Пітешть, 95 км на схід від Крайови, 126 км на південний захід від Брашова.

## Населення
За даними перепису населення 2002 року у селі проживали 397 осіб, усі — румуни. Усі жителі села рідною мовою назвали румунську.